# Dionýz Ilkovič
Dionýz Ilkovič, född 18 januari 1907 i Šarišský Štiavnik, död 3 augusti 1980 i Bratislava, var en slovakisk fysiker och fysikalisk kemist. Tillsammans med Jaroslav Heyrovský, hjälpte han till att skapa den teoretiska grunden för polarografi. På detta område är han en författare till ett viktigt resultat, som kallas Ilkovičs ekvation. Han var också en av de ledande figurerna i den moderna fysikundervisning på universitetsnivå i Slovakien.